# Toy Soldiers
Toy Soldiers – drugi singiel na debiutanckiej płycie amerykańskiej piosenkarki Martiki. Tematem piosenki jest uzależnienie od narkotyków. W refrenie piosenkarce towarzyszy chórek, w którego składzie znalazła się między innymi znana później z zespołu The Black Eyed Peas Fergie. Singiel dotarł do 1 miejsca na amerykańskiej liście Billboard, pokonując w tym czasie drugi singel Madonny z płyty Like a Prayer, Express Yourself oraz do miejsca 5 w Wielkiej Brytanii.

## Pozycje na listach przebojów
| Lista(1989)                                    | Najwyższa pozycja |
| ---------------------------------------------- | ----------------- |
| Australian Singles Chart (ARIA)                | 5                 |
| Belgia (Flandria)                              | 32                |
| Canadian Adult Contemporary Chart              | 9                 |
| Canadian Hot 100                               | 4                 |
| Canadian Top 30 Retail Sales Chart             | 3                 |
| Hiszpania (AFYVE)                              | 10                |
| Holandia (Mega Single Top 100)                 | 22                |
| Irlandia                                       | 3                 |
| Niemcy (Media Control AG)                      | 5                 |
| Norwegia (VG-lista)                            | 2                 |
| Nowa Zelandia (RIANZ)                          | 1                 |
| Polska (LP3)                                   | 1                 |
| Szwajcaria (Media Control AG)                  | 3                 |
| Szwecja (Sverigetopplistan)                    | 4                 |
| UK Singles Chart (The Official Charts Company) | 5                 |
| U.S. Billboard Hot 100                         | 1                 |